# Synopsyllus estradei
Synopsyllus estradei är en loppart som beskrevs av Jean-Marie Klein 1964. Synopsyllus estradei ingår i släktet Synopsyllus och familjen husloppor. Inga underarter finns listade i Catalogue of Life.